# Ben Barnicoat
Ben Barnicoat, né le 20 décembre 1996 à Chesterfield en Angleterre, est un pilote automobile britannique.

## Carrière

### Karting
Né à Chesterfield, Ben Barnicoat a commencé sa carrière en karting à l'âge de neuf ans. il a alors remporté les titres du WTP Cadet Open et du Motors TV Cadet Karting Championship et est devenu vice-champion du WTP "Little Green Man". En 2008, il est passé dans la catégorie KF3 dans laquelle il a participé au championnat MSA Formula Kart Starts et au GP Kartmasters. Il s’est remarquablement bien comporté dans les deux catégories, se classant 4ème de la Formula Kart Stars et 7ème de Kartmasters. Il est revenu l'année suivante et a remporté le Kartmasters GP, le Formula Kart Stars et a terminé vice-champion du championnat Super One Junior. En 2012, Barnicoat avait également remporté le titre de champion d'Europe CIK-FIA KF2. En 2015, il a remporté le trophée Kart Masters GP dans les catégories Senior Rotax et Iame X30, devenant ainsi le premier pilote à remporter deux championnats Kart Masters en une journée.

### Formule Renault
En 2013, Ben Barnicoat a fait ses débuts en monoplace en prenant part à la Coupe d'Automne Protyre Formula Renault pour Fortec Motorsport et a remporté la coupe avec deux victoires.
Ben Barnicoat a poursuivi sa collaboration avec le Fortec Motorsport jusqu'en 2014, participant aux séries Formula Renault 2.0 NEC et Formula Renault 2.0 Alps et il remporta la  Formula Renault 2.0 NEC avec 2 victoires de course,,.

### Formule 3
Le 15 novembre 2015, il a été annoncé que Ben Barnicoat participerait avec l'écurie Prema Powerteam à la saison 2016 du championnat européen de Formule 3. Cependant, il a été annoncé plus tard qu'il participerait au championnat avec l'écurie HitechGP,.
Lors de cette saison, il a perdu le soutien de McLaren qui le soutenait depuis l'age de 13 ans.
Le 30 juillet 2020, Ben Barnicoat est titularisé chez Carlin en Formule 3 FIA à partir de la quatrième manche disputée à Silverstone à la place de son compatriote Enaam Ahmed.

### Endurance
En 2017, Ben Barnicoat a fait ses débuts en voiture de sport en s'engageant dans le championnat Blancpain Sprint Series avec l'écurie Strakka Racing. 
En 2018, toujours en voiture de sport, Ben Ben Barnicoat participea au championnat GT anglais avec les écuries Track-Club et Shaun Balfe|Balfe Motorsport/PMW Expo Racing.
En 2019, Ben Barnicoat a fait ses débuts en endurance au sein de l'écurie Carlin dans le championnat European Le Mans Series.

## Résultats en monoplace
| Saison | Championnat                                                 | Écurie                 | Courses | Victoires | Pole positions | Meilleurs tours | Podiums | Points | Classement |
| ------ | ----------------------------------------------------------- | ---------------------- | ------- | --------- | -------------- | --------------- | ------- | ------ | ---------- |
| 2013   | Formula Renault Autumn Cup                                  | Fortec Motorsport      | 3       | 2         | 3              | 2               | 3       | 96     | Champion   |
| 2014   | Formula Renault Championship                                | Fortec Motorsport      | 3       | 0         | 0              | 0               | 0       | 60     | 13e        |
| 2014   | Formula Renault 2.0 NEC                                     | Fortec Motorsport      | 15      | 2         | 1              | 1               | 5       | 258    | Champion   |
| 2014   | Formula Renault 2.0 Alps                                    | Fortec Motorsport      | 6       | 0         | 0              | 0               | 0       | 32     | 14e        |
| 2014   | Eurocup Formula Renault 2.0                                 | Fortec Motorsport      | 2       | 0         | 0              | 0               | 0       | 0†     | n.c        |
| 2015   | Eurocup Formula Renault 2.0                                 | Fortec Motorsport      | 17      | 3         | 2              | 1               | 6       | 174    | 4e         |
| 2015   | Formula Renault 2.0 Alps                                    | Fortec Motorsport      | 6       | 1         | 0              | 1               | 2       | 0†     | n.c        |
| 2015   | Championnat de Grande-Bretagne de Formule 4 (Autumn Trophy) | Fortec Motorsport      | 8       | 3         | 2              | 5               | 6       | 211    | Champion   |
| 2016   | Championnat d'Europe de Formule 3                           | Hitech GP              | 30      | 2         | 0              | 0               | 3       | 134    | 9e         |
| 2020   | Formule 3 FIA                                               | Carlin Buzz Racing     | 4       | 0         | 0              | 0               | 0       | 1      | 22e        |
| 2020   | Euroformula Open                                            | Carlin Motorsport      | 2       | 1         | 1              | 0               | 2       | 41     | 13e        |
| 2024   | Super Formula                                               | Itochu Enex Team Impul | 1       | 0         | 0              | 1               | 0       | 0      | 23e        |

† Barnicoat étant un pilote invité, il était inéligible pour marquer des points.

## Palmarès

### Formule 3 Européenne
| Année | Ecurie   | Moteur   | 1       | 2          | 3        | 4       | 5        | 6       | 7     | 8       | 9        | 10       | 11       | 12      | 13      | 14         | 15        | 16       | 17      | 18      | 19      | 20       | 21       | 22      | 23         | 24       | 25      | 26         | 27       | 28       | 29      | 30      | Pos | Points |
| ----- | -------- | -------- | ------- | ---------- | -------- | ------- | -------- | ------- | ----- | ------- | -------- | -------- | -------- | ------- | ------- | ---------- | --------- | -------- | ------- | ------- | ------- | -------- | -------- | ------- | ---------- | -------- | ------- | ---------- | -------- | -------- | ------- | ------- | --- | ------ |
| 2016  | HitechGP | Mercedes | LEC 1 4 | LEC 2 Abd. | LEC 3 11 | HUN 1 9 | HUN 2 10 | HUN 3 1 | PAU 1 | PAU 2 5 | PAU 3 11 | RBR 1 10 | RBR 2 15 | RBR 3 5 | NOR 1 5 | NOR 2 Abd. | NOR 3 DSQ | ZAN 1 18 | ZAN 2 8 | ZAN 3 9 | SPA 1 3 | SPA 2 11 | SPA 3 20 | NÜR 1 9 | NÜR 2 Abd. | NÜR 3 10 | IMO 1 8 | IMO 2 Abd. | IMO 3 13 | HOC 1 18 | HOC 2 9 | HOC 3 7 | 9e  | 134    |

### Formule 3 FIA
| Année | Équipe | 1       | 2       | 3       | 4       | 5       | 6       | 7           | 8           | 9           | 10            | 11      | 12      | 13      | 14      | 15      | 16      | 17      | 18      | Pos | Points |
| ----- | ------ | ------- | ------- | ------- | ------- | ------- | ------- | ----------- | ----------- | ----------- | ------------- | ------- | ------- | ------- | ------- | ------- | ------- | ------- | ------- | --- | ------ |
| 2020  | Carlin | RB1 FEA | RB1 SPR | RB2 FEA | RB2 SPR | HUN FEA | HUN SPR | SIL1 FEA 20 | SIL1 SPR 12 | SIL2 FEA 10 | SIL2 SPR Abd. | CAT FEA | CAT SPR | SPA FEA | SPA SPR | MNZ FEA | MNZ SPR | MUG FEA | MUG SPR | 22e | 1      |

### Euroformula Open
| Année | Ecurie | Moteur     | 1     | 2     | 3     | 4     | 5     | 6     | 7     | 8     | 9     | 10      | 11      | 12    | 13    | 14    | 15    | 16    | 17    | Pos | Points |
| ----- | ------ | ---------- | ----- | ----- | ----- | ----- | ----- | ----- | ----- | ----- | ----- | ------- | ------- | ----- | ----- | ----- | ----- | ----- | ----- | --- | ------ |
| 2020  | Carlin | Volkswagen | HUN 1 | HUN 2 | LEC 1 | LEC 2 | RBR 1 | RBR 2 | MNZ 1 | MNZ 2 | MNZ 3 | MUG 1 3 | MUG 2 1 | SPA 1 | SPA 2 | CAT 1 | CAT 2 | JAR 1 | JAR 2 | 11e | 41     |

### Blancpain GT World Challenge Europe
| Année | Ecurie         | Voiture          | Classe | 1         | 2         | 3        | 4         | 5         | 6         | 7         | 8         | 9           | 10        | Position | Points |
| ----- | -------------- | ---------------- | ------ | --------- | --------- | -------- | --------- | --------- | --------- | --------- | --------- | ----------- | --------- | -------- | ------ |
| 2017  | Strakka Racing | McLaren 650S GT3 | Pro    | MIS QR 22 | MIS CR 18 | BRH QR 6 | BRH CR 10 | ZOL QR 10 | ZOL CR 28 | HUN QR 20 | HUN CR 24 | NÜR QR Abd. | NÜR CR 25 | 29e      | 2      |

### British GT Championship
| Année | Ecurie                           | Voiture          | Classe | 1        | 2        | 3        | 4        | 5          | 6     | 7         | 8     | 9          | Position | Points |
| ----- | -------------------------------- | ---------------- | ------ | -------- | -------- | -------- | -------- | ---------- | ----- | --------- | ----- | ---------- | -------- | ------ |
| 2018  | Track-Club                       | McLaren 570S GT4 | GT4    | OUL 1 14 | OUL 2 18 | ROC 1 28 | SNE 1 16 | SNE 2 Abd. | SIL 1 | SPA 1 DNS | BRH 1 |            | 13e      | 43     |
| 2018  | Balfe Motorsport/PMW Expo Racing | McLaren 570S GT4 | GT4    |          |          |          |          |            |       |           |       | DON 1 Abd. | 13e      | 43     |

### European Le Mans Series
| Année | Ecurie | Châssis      | Moteur                     | Classe | 1      | 2      | 3     | 4        | 5   | 6        | Position | Points |
| ----- | ------ | ------------ | -------------------------- | ------ | ------ | ------ | ----- | -------- | --- | -------- | -------- | ------ |
| 2019  | Carlin | Dallara P217 | Gibson GK428 4,2 l V8 Atmo | LMP2   | LEC 11 | MON 11 | BAR 9 | SIL Abd. | SPA | POR Abd. | 25e      | 3      |